# William E. Johnson

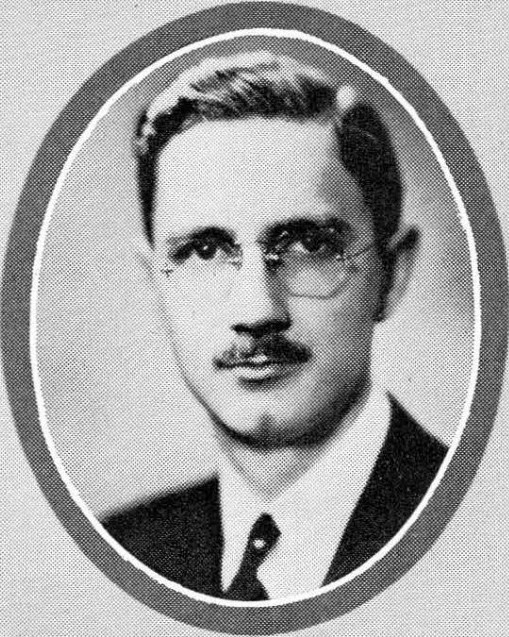

William Edward Johnson (* 28. Juni 1906 in Omaha, Douglas County, Nebraska, Vereinigte Staaten; † im September 1976 ebenda) war ein US-amerikanischer Politiker. Zwischen 1939 und 1943 war er Vizegouverneur des Bundesstaates Nebraska.
Zu William Johnson gibt es kaum verwertbare Quellen. Über sein Leben jenseits der Politik ist nichts überliefert. Er lebte zumindest zeitweise in Schuyler im Colfax County. Politisch schloss er sich der Republikanischen Partei an. Im Jahr 1938 wurde er an der Seite von Robert Leroy Cochran zum Vizegouverneur von Nebraska gewählt. Dieses Amt bekleidete er nach einer Wiederwahl zwischen 1939 und 1943. Dabei war er Stellvertreter des Gouverneurs und formaler Vorsitzender der Nebraska Legislature. Seit 1941 diente er unter dem neuen Gouverneur Dwight Griswold. Nach seiner Zeit als Vizegouverneur verliert sich seine Spur wieder.